# Bröderna Hedlunds industribyggnad

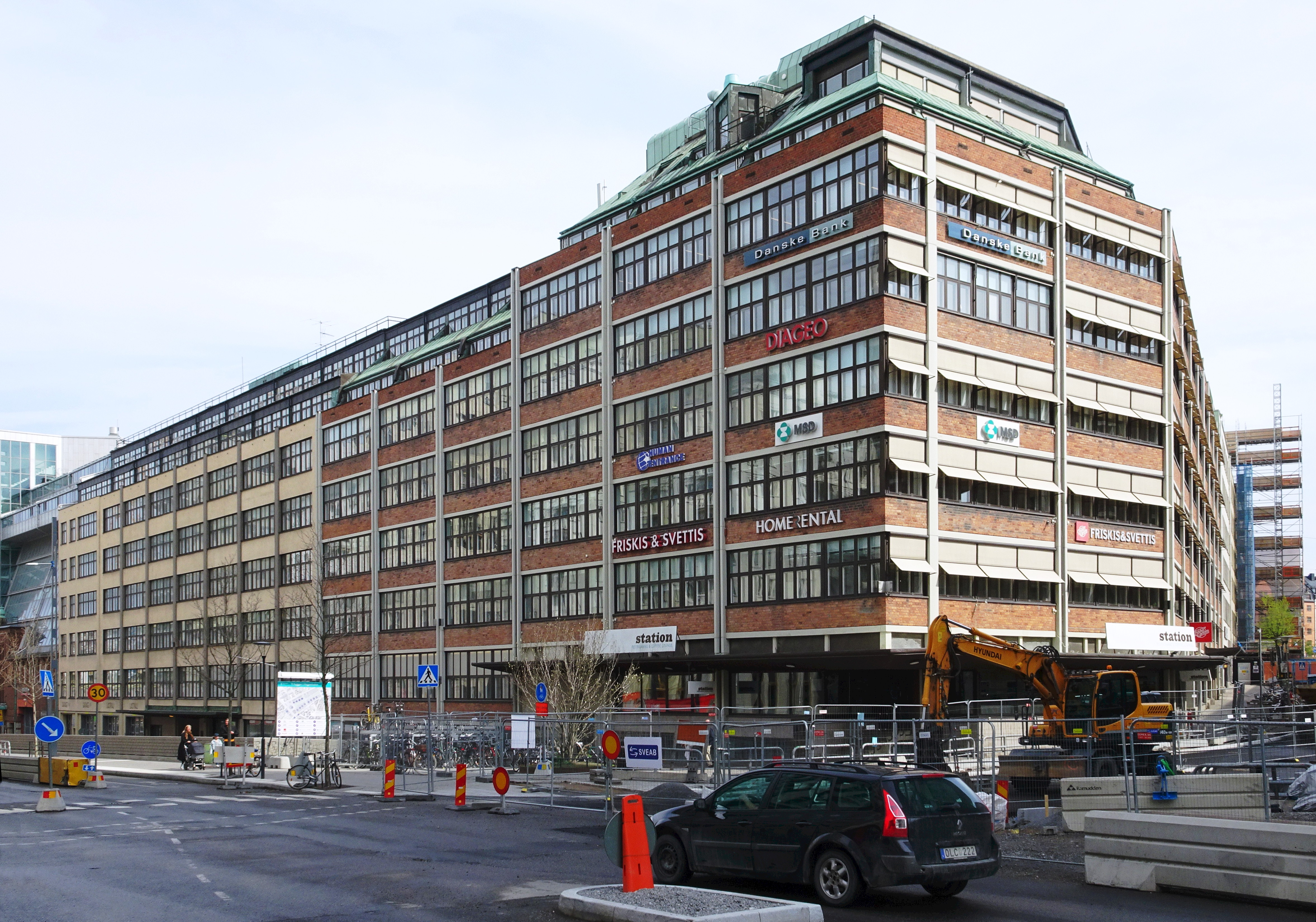
Blästern 6 sedd från Norra Stationsgatan, maj 2019.

Bröderna Hedlunds industribyggnad är en byggnad i kvarteret Blästern vid hörnet Norra stationsgatan 75–81 / Gävlegatan 20–22 i Vasastaden, Stockholm. Kontors- och industrikomplexet uppfördes i två etapper på 1930- respektive 1940-talen för stålbyggnadsföretaget Bröderna Hedlund. Båda byggnadsdelar ritades av arkitekterna Carl Grandinson och Eskil Sundahl och är blåmärkta av Stadsmuseet i Stockholm, vilket innebär att de utgör "synnerligen höga kulturhistoriska värden".

## Byggnadsbeskrivning

### Husdel 1

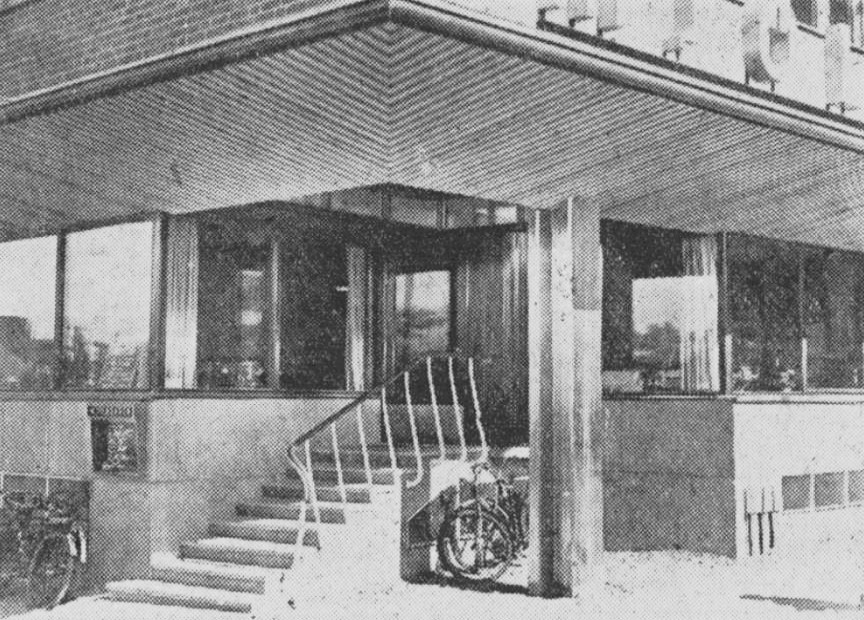
Mjölkbaren och skärmtaket, 1939.

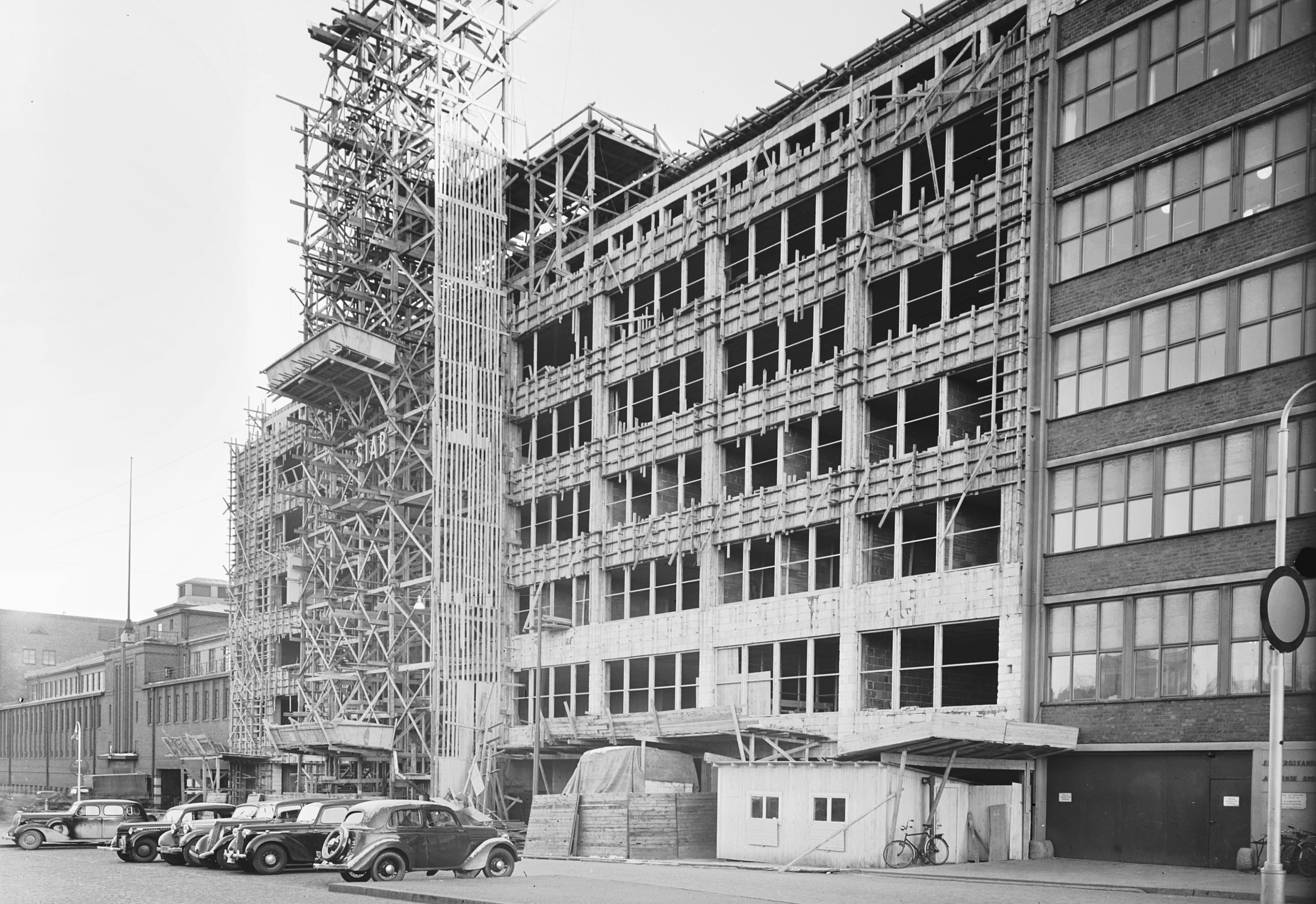
Husdel 2 under uppförande, cirka 1946.

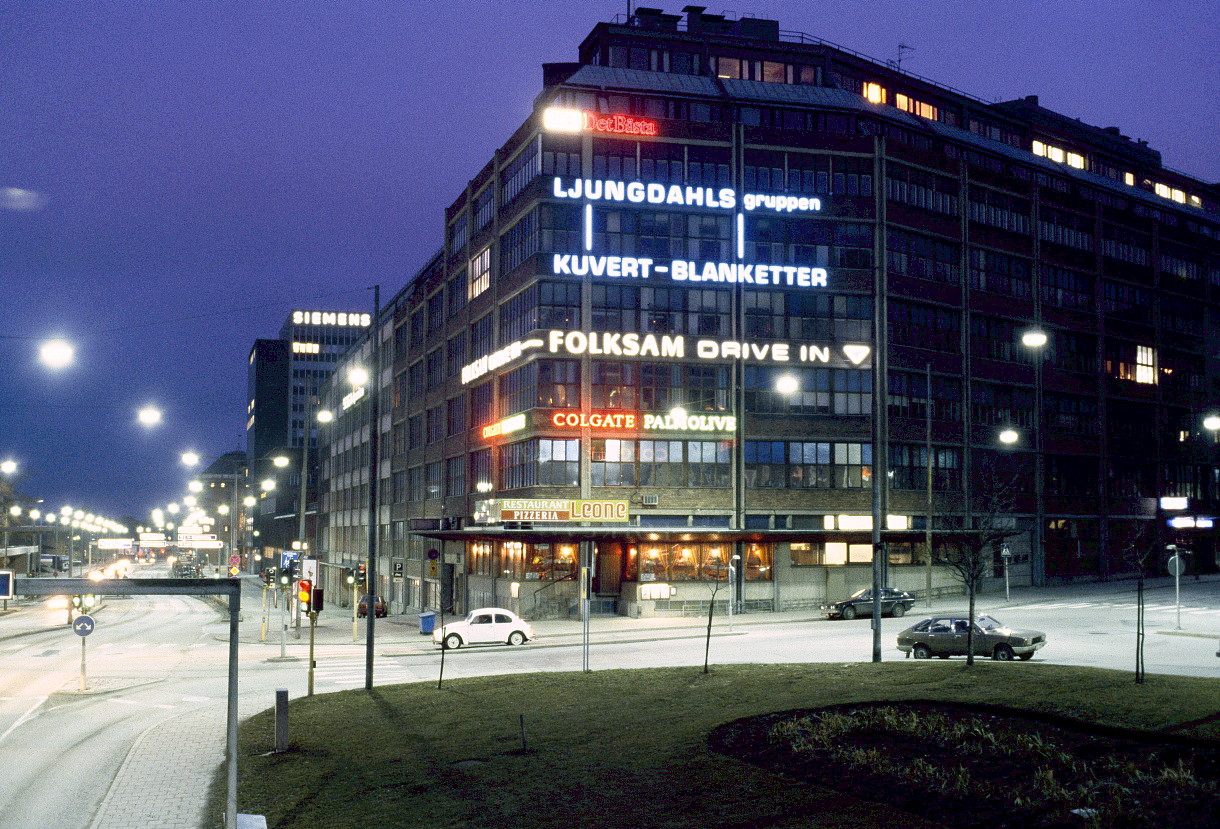
Hörnet Norra Stationsgatan / Gävlegatan med neonreklam, januari 1987.

Fastigheten Blästern 6 i hörnet Norra Stationsgatan (som då hette Solnavägen) och Gävlegatan förvärvades av företaget Bröderna Hedlund i mitten av 1930-talet. För området fastställdes 1937 en stadsplan som medgav "industriellt ändamål och därmed jämförbart ändamål". Företaget var i en expansiv utveckling och behövde större lokaler dels för eget behov, men även för uthyrning och man betraktade nybygget som ett investeringsobjekt. På sin tid benämndes Blästern 6 som ett "industriellt kollektivhus", idag kallas den typen av fastigheter för "industrihotell".
Platsen var välvald och låg i direkt anslutning till den numera rivna Norra station vilket underlättade transporter till och från fastigheten. En byggnad i hörnet Solnavägen / Gävlegatan gav även bra skyltläge mot sydväst över den fria trafikplatsen och hushörnet nyttjades för bland annat neonreklam på fönsterbröstningarna (idag skyms sikten av Norra tornen). Hedlunds anlitade arkitekt Eskil Sundahl att formge byggnaden till sin sida hade han arkitekt Carl Grandinson. För konstruktionerna svarade Kreügers Konsulterande Ingenjörsfirma. 
Byggnaden fick en höjd av mellan sex och sju våningar och två indragna takvåningar samt en källarvåning. Husdjupet sattes genomgående till 24 meter vilket var mycket jämfört med vanliga 15 till 16 meter. Arkitekterna gestaltade huset med ett kraftfullt yttre genom stora fönster och bröstningar i rött tegel från Lina tegelbruk. Tillsammans med pilastrar i betong fick fasaderna både horisontal och vertikal verkan. Den strama funktionalistiska arkitekturen lättades upp av ett elegant skärmtak i trä över entrén på hörnet. 
Med tanke på framtida hyresgästanpassning planerades byggnadens våningsplan utan mellanväggar vilket gav störst möjliga flexibilitet. Konstruktionen är ett skelettsystem som består av betongbjälklag vilka bärs upp av stålpelare placerade i fasaden och av två inre pelarrader med delning 8x8 meter. Det enda som "stör" de stora våningsytorna är två trapphus med en personhiss, en varuhiss och installationsschakt i vardera.
Husets sydvästra del stod färdigt i augusti 1939 och i samtida Svenska Dagbladet uppmärksammades nybygget under rubriken Ett industriellt kollektivhus. Hedlunds annonserade. "I Stockholms nya förnämliga industricentrum vid Solnavägen och Norra Station står nu Industrihuset färdigt med sitt första komplex – hypermodernt med ljusa, luftiga lokaler".
Byggherren Bröderna Hedlund nyttjade till en början för eget behov källarvåningen som lagerlokal och en verkstadslokal som sedermera byggdes över av husdel 2. För övrigt var industrihuset uthyrd till olika företag av vilka några disponerade ett eller flera våningsplan. Intresset att flytta in i det kollektiva industrihuset var stort, eftersom lokalerna var i huvudsak uthyrda redan innan grunden var färdigbyggd. Bland de första hyresgästerna fanns Béve & C:is kappfabrik, Elektroskandia, I.R. Karlson & C:o, Salén Konfektions AB och Stockholms kartong & litografiska AB. På hörnet hade en mjölkbar sin servering.

### Husdel 2 och 3
Under 1940-talets andra hälft förlängdes byggnaden österut fram till granntomten Blästern 11 (husdel 2) och en flygel inåt gården (husdel 3). Även här var Sundahl / Grandinson arkitekter och Kreügers Konsulterande Ingenjörsfirma stod för konstruktionerna som bygger på samma principer som för del 1. Arkitekterna valde dock en något enklare fasadgestaltning med fönsterfack som avdelades av mosaikklädda pilastrar och putsade bröstningar vilka var indelade i kvadratiska rutor (det ändrades på 1980-talet vid en fasadrenovering). Liksom del 1 uthyrdes även den nya delen till företag med behov av verkstads- och kontorslokaler. Husdel 2 och 3 stod färdig 1947.

## Husets vidare öden
Efter Hedlunds tid har byggnaden kontinuerligt anpassats till nya hyresgäster, bland annat för tryckeri, lager och kontor. På 1990-talet genomfördes en omfattande modernisering av byggnadernas lokaler. Då ägdes fastigheten av Svenska Personal-Pensionskassan (SPP) som även beställde ändring av detaljplanen från industriellt ändamål till att gäller för kontor och småindustri. För ombyggnaden svarade Tengbom arkitekter.
År 2011 köptes Blästern 6 av Atrium Ljungberg, som sedan under slutet av 2018 sålde den till Folksam. Tomtens markareal är 5 100 m² och våningsytan omfattar 31 980 m².

## Bilder

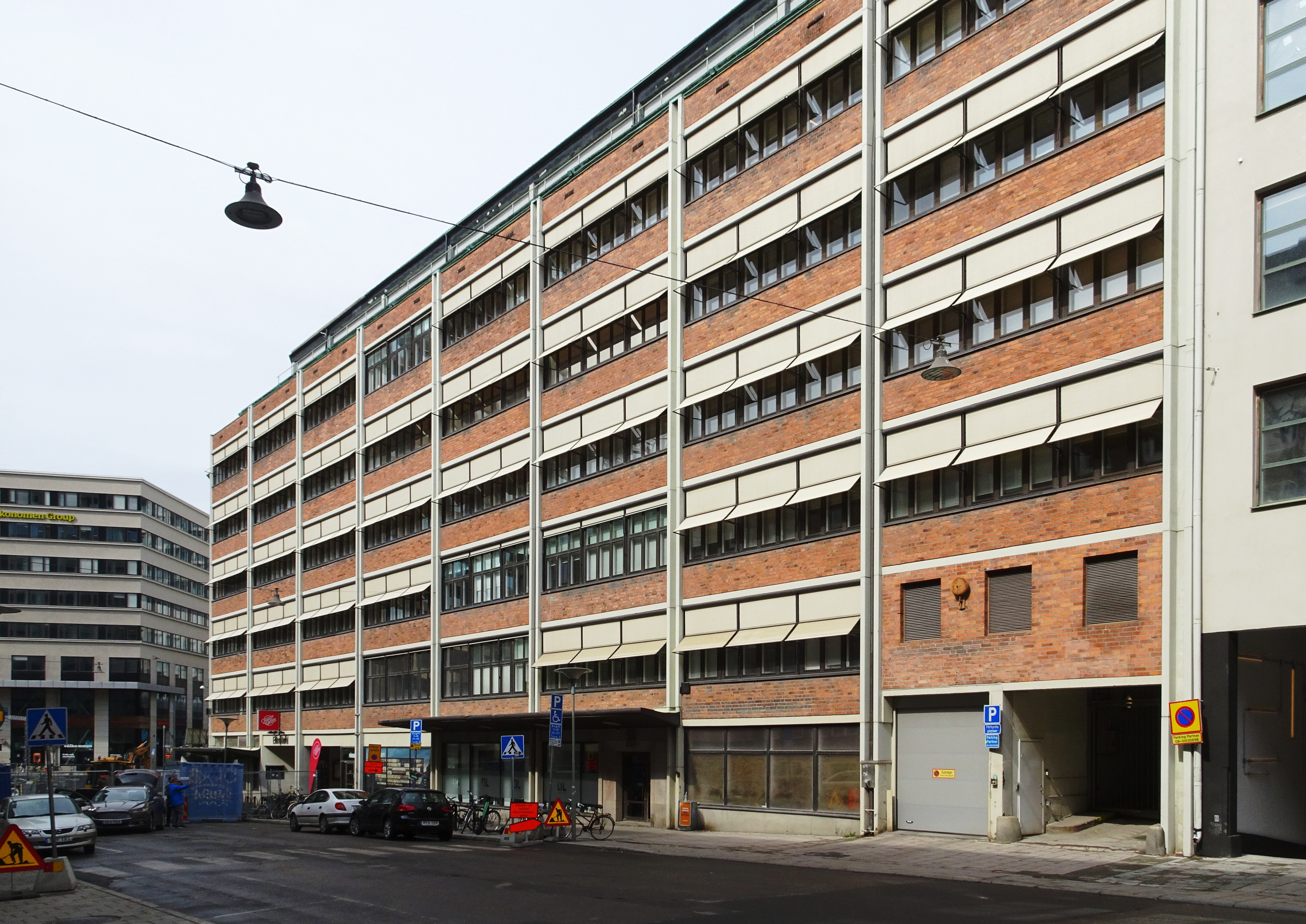
Fasad mot Gävlegatan (husdel 1).
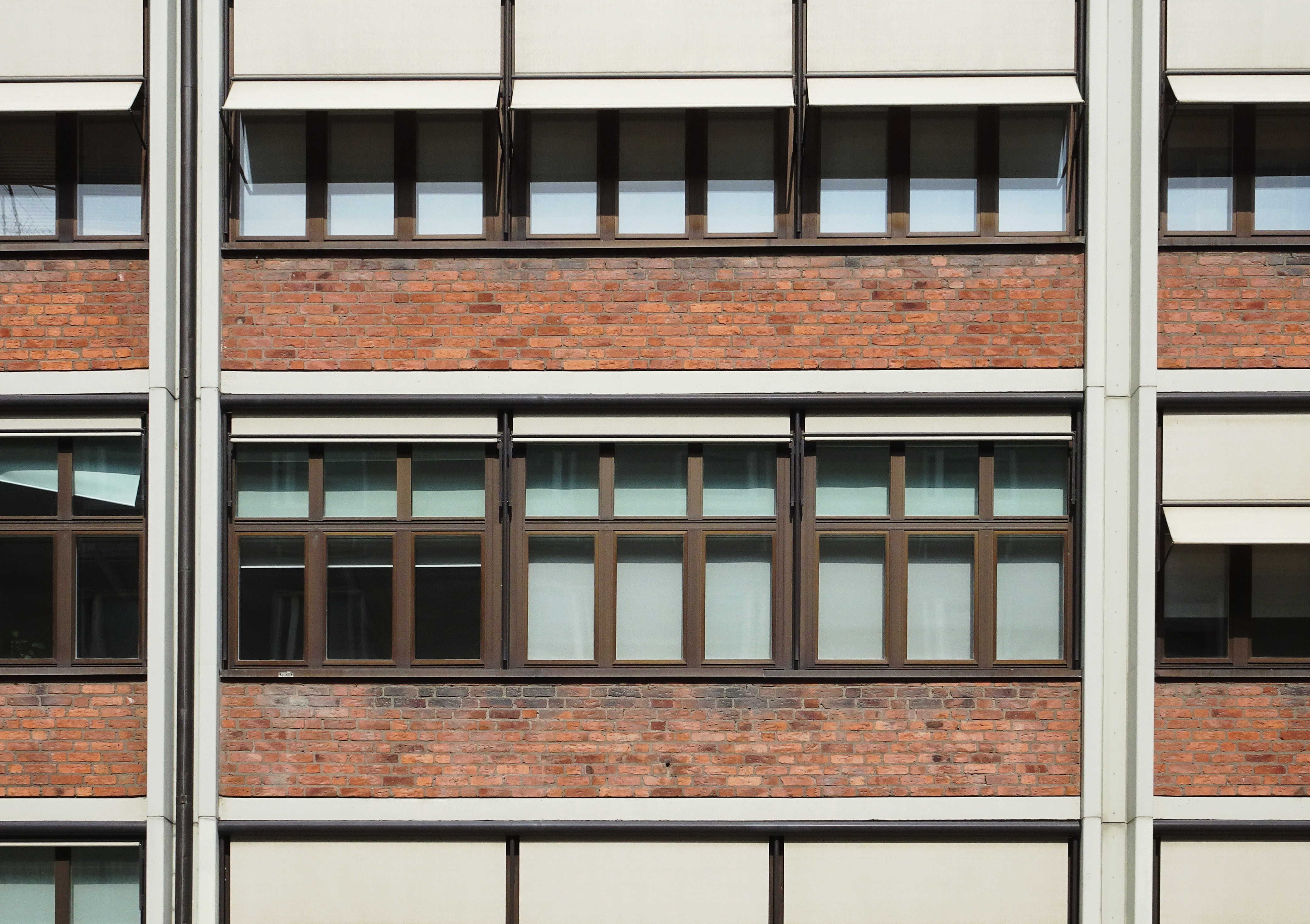
Fasaddetalj mot Gävlegatan (husdel 1).
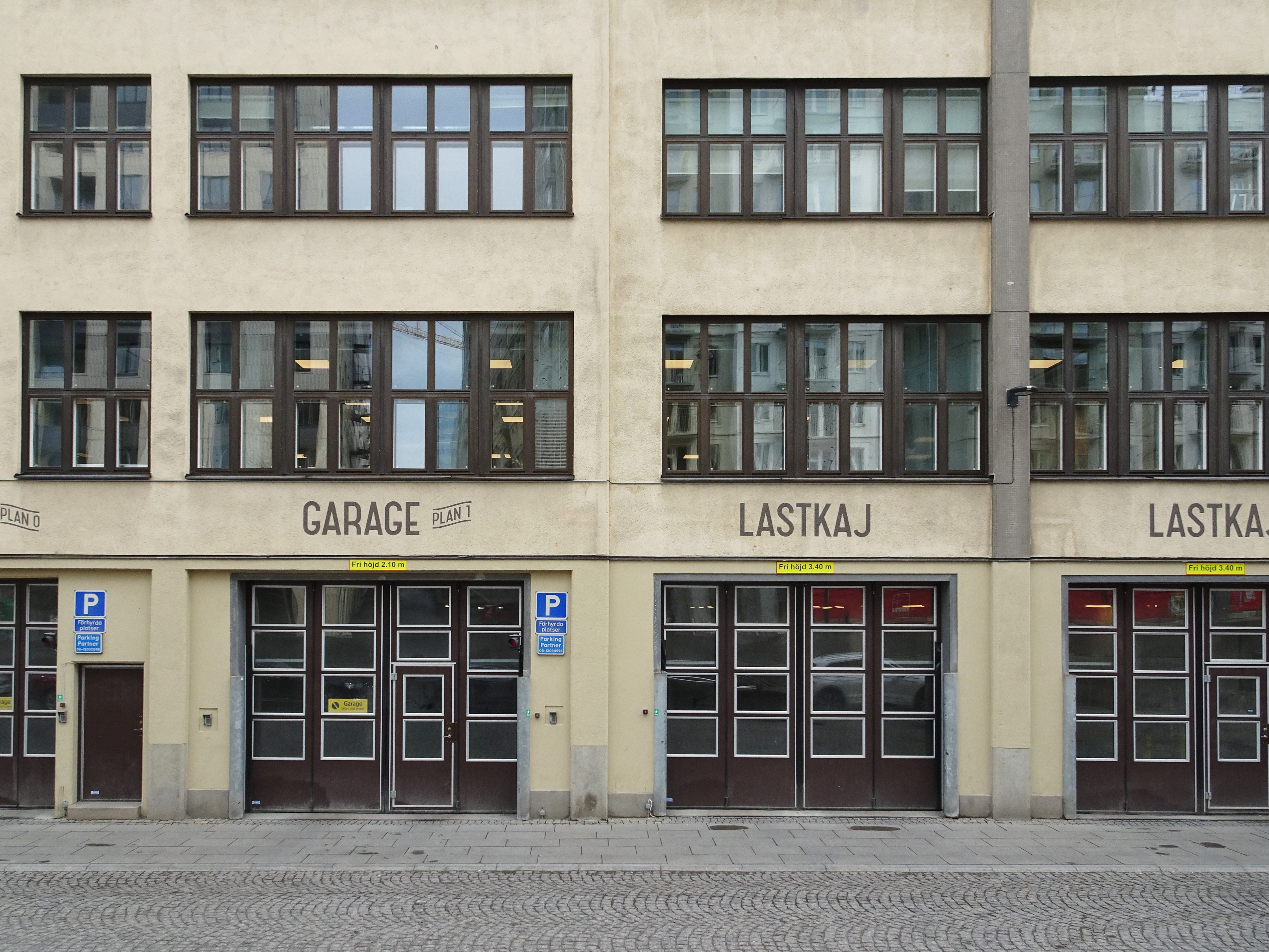
Fasaddetalj mot Norra Stationsgatan (husdel 2).
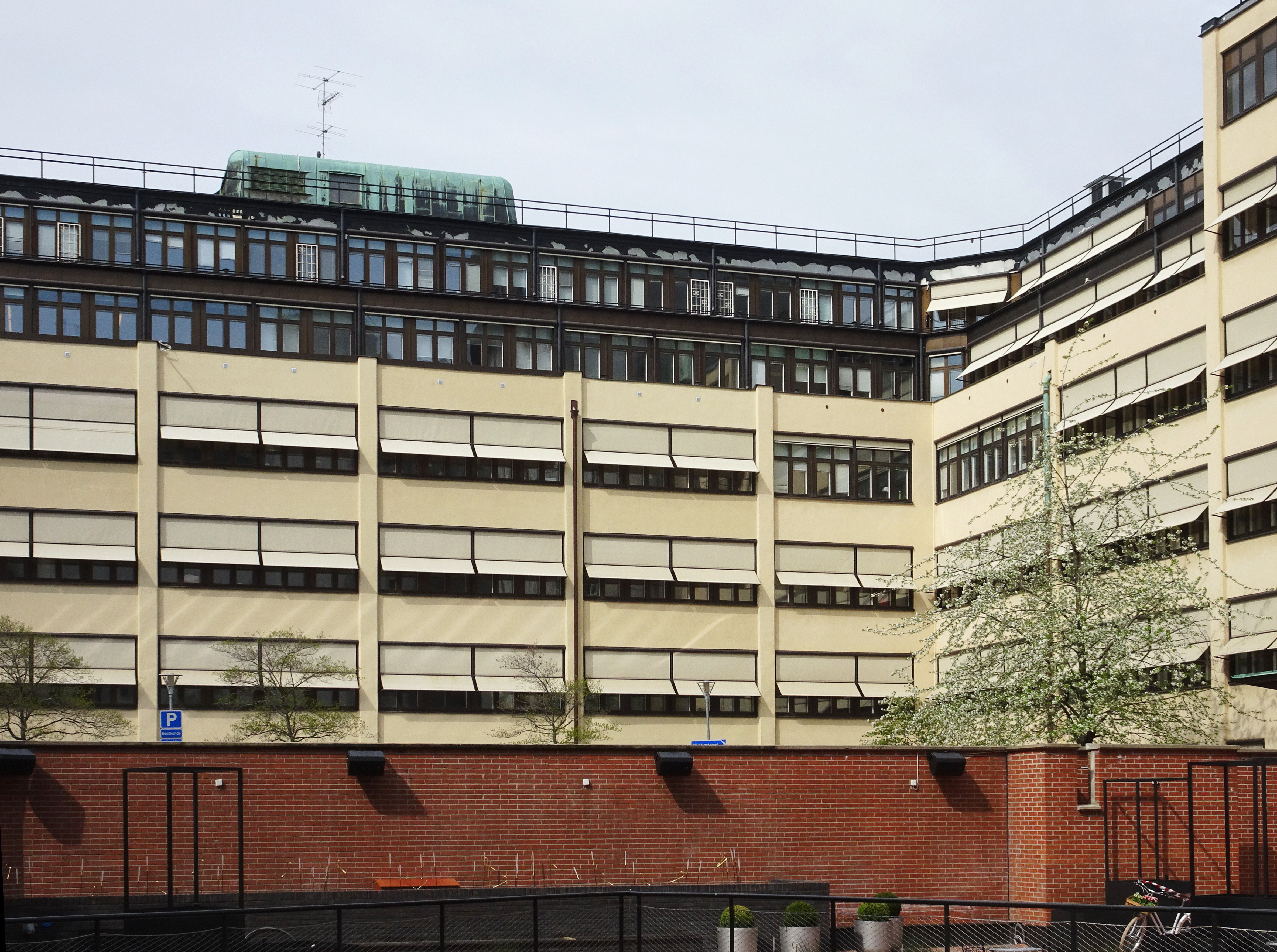
Fasad mot innergården (husdel 2 och 3).
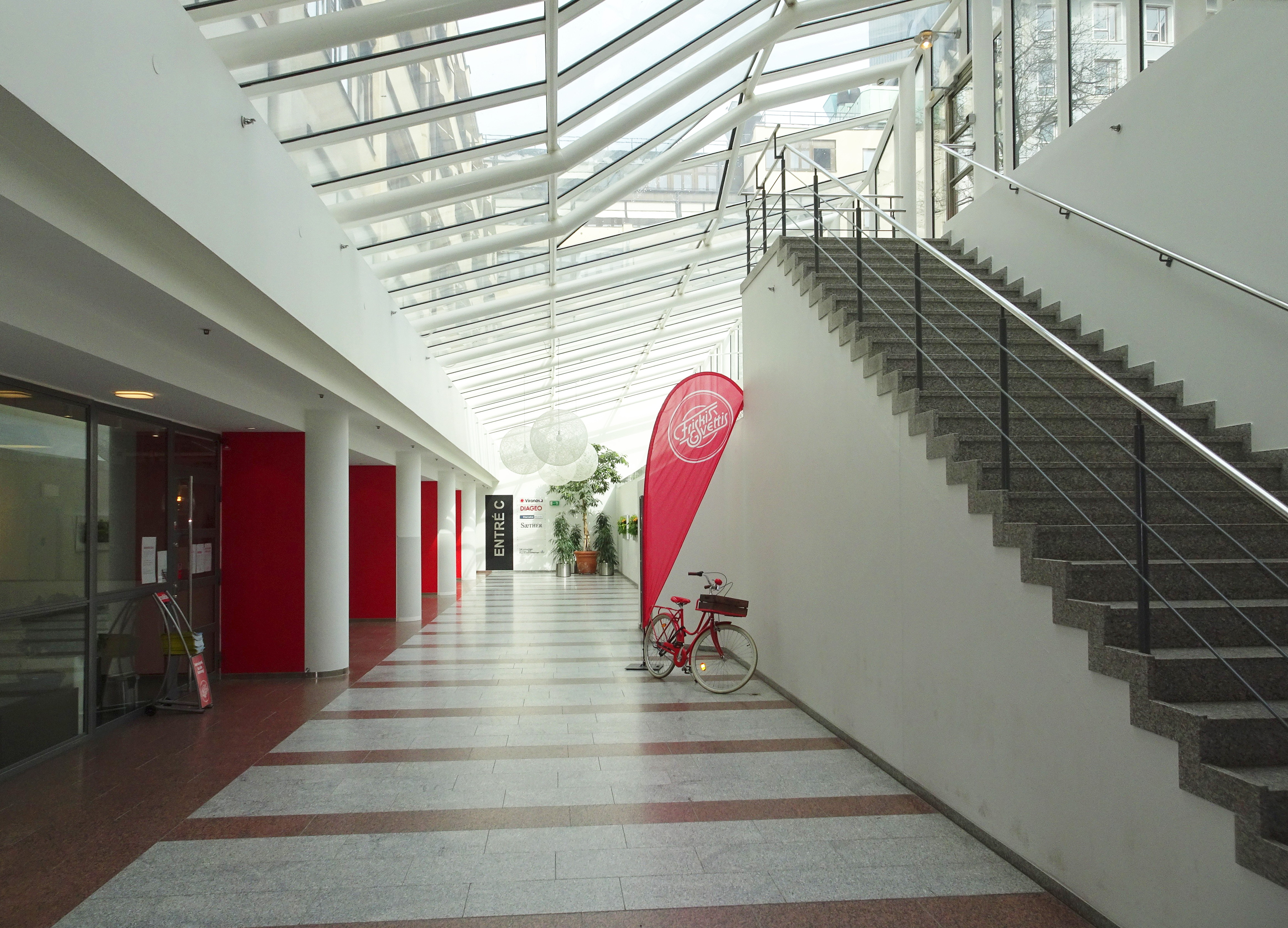
Delvis överbyggd innergård från 1990-talet.